# Білокозович Василь Трохимович
Білокозович Василь Трохимович (нар. 14 грудня 1899, Видово — 28 лютого 1981, Видово) — український народний поет і маляр-самоук у Польщі.

## Біографія
Народився 14 грудня 1899 року в родині селянина у селі Видово, що було передмістям Більська. Закінчив міське училище у Більську, служив у полку стрільців в Острові біля Ломжи. Працював у сільському господарстві. Почав друкуватися з 1957 року на сторінках «Нашого слова». Його твори також виходили в часописі «Український Календар». За життя поета вірші окремою збіркою не були видані. Помер 28 лютого 1981 року у рідному селі.

## Твори
Твори Білокозовича торкаються тем традицій, рідної мови, селянства. Критикував тодішню політику польської влади, спрямовану на маніпуляцію національною свідомістю українців Підляшшя.
Деякі з творів поета:
- «Жнива» (1948)
- «Копання картоплі» (1948)
- «Зимові краєвиди»
- «Сільські портрети»
- «Люди ми тяжкої долі»
- «Ратай» (1957)
- «Україна» (1961)
- Трачук Ю. Райські двері: Поезії / Ред. В. Білокозович. — Більськ-Підляський: Вид. Союзу українців. Підляшшя, 1995. — 64 c.